# Ephirinus
Ephirinus là một chi bọ cánh cứng thuộc họ Scarabaeidae.